# Polyxenus platensis
Polyxenus platensis är en mångfotingart som beskrevs av Filippo Silvestri 1903. Polyxenus platensis ingår i släktet Polyxenus och familjen penseldubbelfotingar. Inga underarter finns listade i Catalogue of Life.